# Rhamdella robinsoni
Rhamdella robinsoni és una espècie de peix de la família dels heptaptèrids i de l'ordre dels siluriformes.

## Morfologia
Els mascles poden assolir els 9,7 cm de llargària total.

## Distribució geogràfica
Es troba a Sud-amèrica: conca del São Francisco al Brasil.